# Abborrtjärnen (Näs socken, Jämtland)
Abborrtjärnen är en sjö i Östersunds kommun i Jämtland och ingår i Indalsälvens huvudavrinningsområde. Sjön har en area på 0,0725 kvadratkilometer och ligger 333,2 meter över havet.

## Delavrinningsområde
Abborrtjärnen ingår i det delavrinningsområde (696977-143990) som SMHI kallar för Utloppet av Näkten. Medelhöjden är 341 meter över havet och ytan är 181,77 kvadratkilometer. Räknas de 39 avrinningsområdena uppströms in blir den ackumulerade arean 490,82 kvadratkilometer. Billstaån som avvattnar avrinningsområdet har biflödesordning 2, vilket innebär att vattnet flödar genom totalt 2 vattendrag innan det når havet efter 274 kilometer. Avrinningsområdet består mestadels av skog (43 procent). Avrinningsområdet har 83,23 kvadratkilometer vattenytor vilket ger det en sjöprocent på 45,7 procent.